# Blountstown
Blountstown és una població dels Estats Units, seu del comtat de Calhoun, a l'estat de Florida. Segons el cens del 2000 tenia 2.444 habitants.

## Demografia
Segons el cens del 2000, Blountstown tenia 2.444 habitants, 913 habitatges, i 595 famílies. La densitat de població era de 295,8 habitants per km².
Dels 913 habitatges en un 27,4% hi vivien nens de menys de 18 anys, en un 40,6% hi vivien parelles casades, en un 21,6% dones solteres, i en un 34,8% no eren unitats familiars. En el 31,8% dels habitatges hi vivien persones soles el 17,9% de les quals corresponia a persones de 65 anys o més que vivien soles. El nombre mitjà de persones vivint en cada habitatge era de 2,39 i el nombre mitjà de persones que vivien en cada família era de 2,99.
Per edats la població es repartia de la següent manera: un 23,2% tenia menys de 18 anys, un 8,1% entre 18 i 24, un 22,1% entre 25 i 44, un 21,3% de 45 a 60 i un 25,3% 65 anys o més.
L'edat mediana era de 42 anys. Per cada 100 dones de 18 o més anys hi havia 71,8 homes.
La renda mediana per habitatge era de 23.271 $ i la renda mediana per família de 30.880 $. Els homes tenien una renda mediana de 23.313 $ mentre que les dones 20.000 $. La renda per capita de la població era d'11.498 $. Entorn del 18,5% de les famílies i el 24,3% de la població estaven per davall del llindar de pobresa.

## Poblacions més properes
El següent diagrama mostra les poblacions més properes.